# Perfume (álbum)
Perfume es el segundo y último álbum de estudio solista de María Gabriela Epumer, editado en 2000. Conformado por dieciséis canciones contó con la participación especial de Charly García, Fito Páez, Robert Fripp, Richard Coleman, Fernando Samalea, Claudia Sinesi, Diego Dubarry, Matías Mango, Clea Torales, Lucio Mazaira y Francisco Bochaton. 
Entre las canciones incluidas de otros autores se destacan "Canción para los días de la vida" de Luis Alberto Spinetta y "Ah! Te vi entre las luces" de Charly García.
La presentación del álbum incluyó giras por EE. UU., España (en el marco del festival Fémina Rock, junto a Aterciopelados, Julieta Venegas y Amaral), Brasil, Paraguay, Uruguay, Chile y por supuesto Argentina, donde teloneó al grupo británico Blur."

## Lista de canciones
1. «Perfume», 4:51 (Música y Letra: M. G. Epumer)
2. «Espero que el sol salga», 4:06 (Música y Letra: M. G. Epumer)
3. «Otro lugar», 3:16 (Música y Letra: M. G. Epumer)
4. «Sirena», 4:28 (Música y Letra: Claudia Sinesi)
5. «Canción para los días de la vida», 6:29 (Música y Letra: L. A. Spinetta)
6. «Desierto corazón», 4:29 (Música: C. Basso / Letra: M. G. Epumer)
7. «Tierra mojada», 3:57 (Música y Letra: M. G. Epumer)
8. «Ángel», 4:13 (Música y Letra: M. G. Epumer)
9. «Introducción», 3:16 (Robert Fripp)
10. «Quiero estar entre tus cosas», 3:00 (Música y Letra: Daniel Melero)
11. «Foxtrot», 2:39 (Música y Letra: M. G. Epumer)
12. «Sus ropas», 5:47 (Música: M. G. Epumer / Letra: Emanuel Horvilleur)
13. «Un minuto», 1:48 (Música y Letra: Laura Casarino)
14. «Primera Luz», 3:58 (Música y Letra: M. G. Epumer)
15. «Fuga», 4:44 (Música y Letra: M. G. Epumer)
16. «Ah! Te vi entre las luces», 5:08 (Música y Letra: Charly García)

## Integrantes de la banda
- Christian Basso: contrabajo, bajo y teremín
- Fernando Kabusacki: guitarra eléctrica y sintetizada
- Martín Millán: batería y xilofón

## Créditos
- Grabado entre agosto y noviembre de 1999 en la sala de Humbold, Casa Frida y Estudio Robledo Sound Machine
- Ingeniero de grabación: Leandro Kursfirst
- Mezclado en Estudios Circo Beat y La Diosa Salvaje durante enero del 2000
- Ingeniero de mezcla y grabación: Guido Nisenson
- Asistentes en Circo Beat: Meli Infante y Ricardo "Gafa" Maril
- Protools: "Gafa" Maril y Murray
- Masterizado en: MR Master por Eduardo Bergallo
- Productor asociado: Christian Basso
- Concepto y producción general: María Gabriela Epumer
- Diseño y dirección de arte: Carlos Mayo
- Fotografías blanco y negro y de tapa: Nora Lezano
- Fotografía azules: Diego Alonso
- Vestuario: Lorena Calandri
- Maquillaje: Ana Mele
- Prensa: Esteban Cavanna y Tuti Tutehin